# Manowo (gmina)
Manowo – gmina wiejska w zachodniej Polsce, położona we wschodniej części województwa zachodniopomorskiego, w powiecie koszalińskim. Siedzibą gminy jest wieś Manowo.
Miejsce w województwie (na 114 gmin): powierzchnia 59., ludność 60.

## Położenie
Gmina jest położona we wschodniej części województwa zachodniopomorskiego, w środkowej części powiatu koszalińskiego. Gmina leży na Wysoczyźnie Polanowskiej i Równinie Białogardzkiej.
Sąsiednie gminy:
- Koszalin (miasto na prawach powiatu)
- Bobolice, Polanów, Sianów i Świeszyno (powiat koszaliński)

Do 31 XII 1998 r. wchodziła w skład województwa koszalińskiego.
Gmina stanowi 11,3% powierzchni powiatu.

## Demografia
Gminę zamieszkuje 9,9% ludności powiatu.

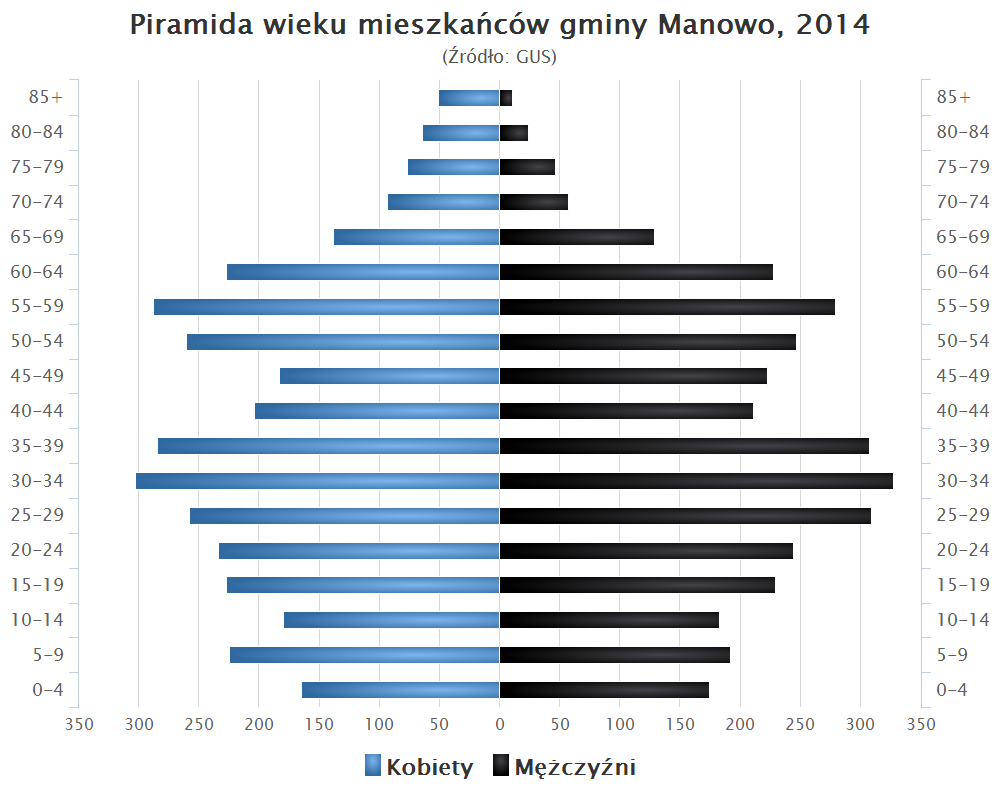
Piramida wieku mieszkańców gminy Manowo w 2014 roku

## Przyroda i turystyka
Przez południową część gminy przepływa Radew tworząca Jezioro Rosnowskie, rzeka jest dostępna dla kajaków. W gminie znajdują się 3 rezerwaty: przy granicy z Koszalinem rezerwat Jezioro Lubiatowskie, nad rzeką Radew Kręgi Kamienne, a w pobliżu Manowa – Mechowisko Manowo. Przez gminę prowadzi czerwony szlak turystyczny pieszy im. J. Chrząszczyńskiego z Góry Chełmskiej do Tychowo oraz kilka szlaków turystycznych rowerowych, m.in. niebieski i czerwony wzdłuż Radwi. Tereny leśne zajmują 66% powierzchni gminy, a użytki rolne 23%.

## Komunikacja
Przez gminę Manowo prowadzi droga krajowa nr 11 łącząca Manowo z Koszalinem (12 km) i Bobolicami (27 km) oraz drogi wojewódzkie: nr 168 z Wyszewa (4 km od Manowa) do Niedalina (17 km, skrzyżowanie z drogą nr 167 Koszalin – Tychowo) i skrzyżowanie z drogą nr 205 Bobolice – Polanów).
Manowo uzyskało połączenie kolejowe w 1898 r. po wybudowaniu linii kolei wąskotorowej o szerokości 750 mm z Koszalina Wąsk. do Polanowa Wąsk. W 1905 r. otwarto drugą linię przez Świelino do Bobolic Wąsk. W 1945 r. obie linie zostały zamknięte, linia Manowo – Polanów Wąsk. także rozebrana. Linię Koszalin Wąsk. – Bobolice Wąsk. otwarto ponownie po zmianach szerokości toru na 1000 mm w 1948 r. (odcinek Świelino – Bobolice Wąsk.) i w 1950 r. (Świelino – Koszalin Wąsk.). Odcinek Świelino – Bobolice Wąsk. został zamknięty w połowie lat 80., a pozostała część z Koszalina Wąsk. do Świelina w 2001 r. W 2008 r. ponownie ruszyły przejazdy kolejką wąskotorową na trasie Koszalin Wąsk. – Manowo.
W gminie czynne są 3 urzędy pocztowe: Bonin (nr 76-009), Manowo (nr 76-015) i Rosnowo (nr 76-042).

## Administracja
W 2016 r. wykonane wydatki budżetu gminy Manowo wynosiły 25,6 mln zł, a dochody budżetu 25,8 mln zł. Zobowiązania samorządu (dług publiczny) według stanu na koniec 2016 r. wynosiły 15,8 mln zł, co stanowiło 61,1% poziomu dochodów.
Sołectwa gminy Manowo: Bonin, Cewlino, Grzybnica, Rosnowo-Osiedle, Rosnowo-Wieś, Wyszebórz, Wyszewo.

## Miejscowości
WsieBonin, Cewlino, Dęborogi, Grzybnica, Kopanino, Manowo, Rosnowo, Wiewiórowo, Wyszebórz, Wyszewo.
OsadyGajewo, Grąpa, Grzybniczka, Jagielno, Kliszno, Kopanica, Kostrzewa, Lisowo, Mostowo, Policko, Poniki, Zacisze